# Dukkha
Duḥkha (sanskrit: दुःख; Pāli: dukkha) er et vigtigt buddhistisk begreb, der almindeligvis oversættes som "lidelse", "ulykke", "smerte", "utilfredsstillelse" eller "stress".
Det henviser til den grundlæggende utilfredshed og smertefuldhed i det verdslige liv. Det er den første af de fire ædle sandheder, og det er et af de tre eksistensmærker.
Udtrykket ses også i Hinduismens skrifter, såsom Upanishaderne, i diskussioner om moksha (åndelig frigørelse). 

## Etymologi og betydning
Duḥkha (sanskrit; Pali dukkha) er et udtryk, der findes i gammel indisk litteratur, og betyder noget, der er "uroligt, ubehageligt, vanskeligt, der forårsager smerte eller tristhed". 
Udtrykket duḥkha har ikke en dansk oversættelse, men udtrykker forskellige aspekter af ubehagelige menneskelige oplevelser.  Det er modsat ordet sukha, der betyder "lykke", "komfort" eller "lethed."

Joseph Goldstein, amerikansk vipassana-lærer og forfatter, forklarer ordets oprindelse som følger:
 "The word dukkha is made up of the prefix du and the root kha. Du means “bad” or “difficult.” Kha means “empty.” “Empty,” here, refers to several things—some specific, others more general. One of the specific meanings refers to the empty axle hole of a wheel. If the axle fits badly into the center hole, we get a very bumpy ride. This is a good analogy for our ride through saṃsāra."

Ifølge Monier Monier-Williams ser det imidlertid ud til, at de faktiske rødder til Pali-udtrykket dukkha er sanskrit दुस्- (dus-, "dårlig") + स्था (stha, "at stå").  Regelmæssige fonologiske ændringer i udviklingen af sanskrit til de forskellige prrakriter førte til et skifte fra dus-sthā til duḥkha til dukkha.

## Buddhisme
Moderne oversættere af buddhistiske tekster bruger en række engelske ord til at formidle aspekterne af duḥkha. Tidlige vestlige oversættere af buddhistiske tekster (før 1970'erne) oversatte typisk pali-udtrykket dukkha som "lidelse" (eng. suffering). Senere oversættere har understreget, at "lidelse" er en for begrænset oversættelse for udtrykket duḥkha, og har foretrukket at enten ikke at oversætte udtrykket eller at tydeliggøre denne oversættelse med udtryk som angst, nød, frustration, uro, utilfredshed osv.    Mange moderne lærere, lærde og oversættere har brugt udtrykket "utilfredsstillelse" for at understrege de subtile aspekter af dukkha.    
Inden for de buddhistiske sutraer er duḥkha opdelt i tre kategorier:
- Dukkha-dukkha, duḥkha af smertefulde oplevelser. Dette inkluderer de fysiske og mentale lidelser ved fødsel, aldring, sygdom, at være døende; nød fra hvad, der ikke er ønskeligt.
- Viparinama-dukkha, duḥkha af behagelige eller glade oplevelser, der skifter til ubehagelige, når årsagerne og forholdene, der producerede de behagelige oplevelser, ophører.
- Sankhara-dukkha, duḥkha af betinget oplevelse. Dette inkluderer "en grundlæggende utilfredshed, der oversvømmer al eksistens, alle livsformer, fordi alle livsformer er under forandring, uden nogen indre kerne eller stof." [22] På dette niveau indikerer udtrykket en mangel på tilfredshed, en følelse af, at ting aldrig måler op til vores forventninger eller standarder.

Forskellige sutraer opsummerer, hvordan livet i denne "verdslige verden" anses for at være duḥkha, startende med samsara, den igangværende dødsproces og genfødslen: 
1. Fødsel er duḥkha, aldring er duḥkha, sygdom er duḥkha, død er duḥkha;
2. Sorg, klager, smerte og fortvivlelse er duḥkha;
3. Forening med hvad man har ikke-kære er duḥkha; adskillelse fra hvad man har kært er duḥkha;
4. Ikke at få det, der ønskes, er duḥkha.
5. De fem klamrende aggregater er duḥkha.

Duḥkha er et af de tre eksistensmærker, nemlig duḥkha, anatman (ikke-selv), anitya ("midlertidighed").
Buddhismen understreger vigtigheden af, at udvikle indsigt i duḥkha, de forhold, der forårsager det, og hvordan, det kan overvindes. Denne proces er formuleret i læren om de fire ædle sandheder.

## Hinduisme
Verset 7.26.2 i Chāndogya Upaniṣad siger:
Begrebet sorg og lidelse og selvkendskab som et middel til at overvinde det fremgår i vid udstrækning med andre udtryk i de pre-buddhistiske Upanishads.  Udtrykket Duhkha vises også i mange andre midterste og senere post-buddhistiske upanishader, såsom verset 6.20 i Shvetashvatara Upanishad,  såvel som i Bhagavada Gita, alt sammen i forbindelse med moksha .   Udtrykket vises også i de grundlæggende sutraer i de seks skoler i hinduistisk filosofi, såsom åbningslinjerne for Samkhya karika fra Samkhya- skolen.  

## Sammenligning af buddhisme og hinduisme
Både hinduisme og buddhisme understreger, at man overvinder duḥkha gennem udviklingen af forståelse.  Imidlertid adskiller de to religioner sig vidt forskelligt i forståelsen. Hinduismen understreger forståelse og accept af Atman (selv, sjæl) og Brahman, mens buddhismen understreger forståelse og accept af Anatta (Anatman, ikke-selv, ikke-sjæl), mens hver især diskuterer midlerne til befrielse fra duḥkha.  